# Teargas
Teargas – minialbum zespołu Katatonia, wydany w 2001 roku.

## Lista utworów
1. "Teargas"
2. "Sulfur"
3. "March 4"

## Twórcy
- Jonas Renkse – wokal
- Anders Nyström – gitara, melotron
- Fredrik Norrman – gitara
- Mattias Norrman – gitara basowa
- Daniel Liljekvist – perkusja